# Švėkšna
Švėkšna is een plaats in de gemeente Šilutė in het Litouwse district Klaipėda. De plaats telt 2380 inwoners (2005).

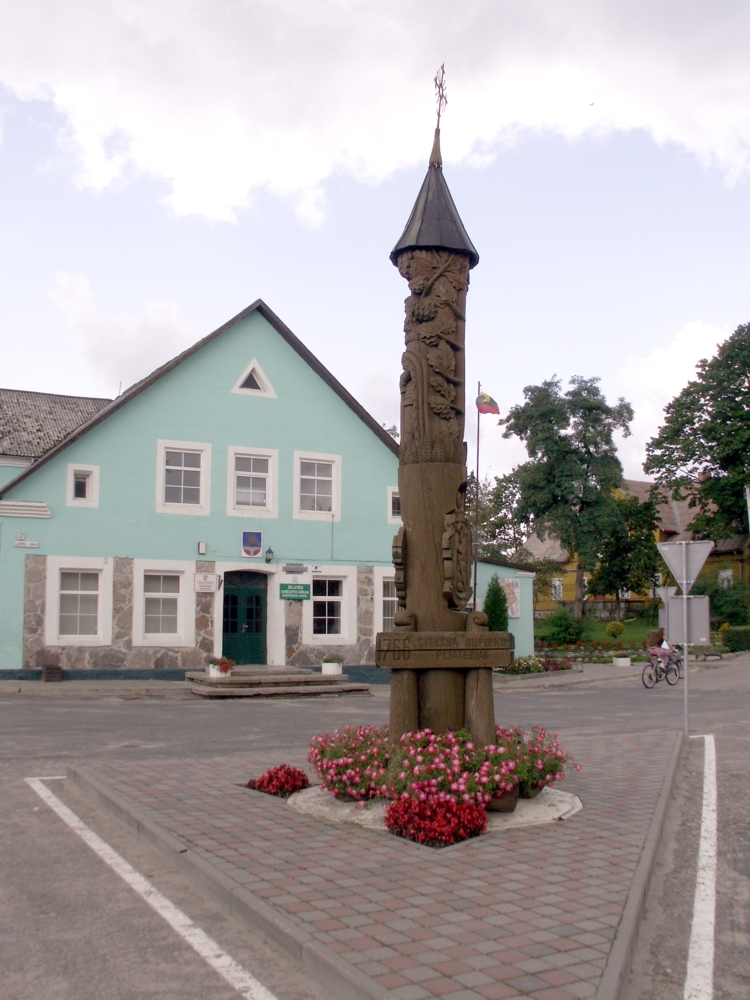
Plein
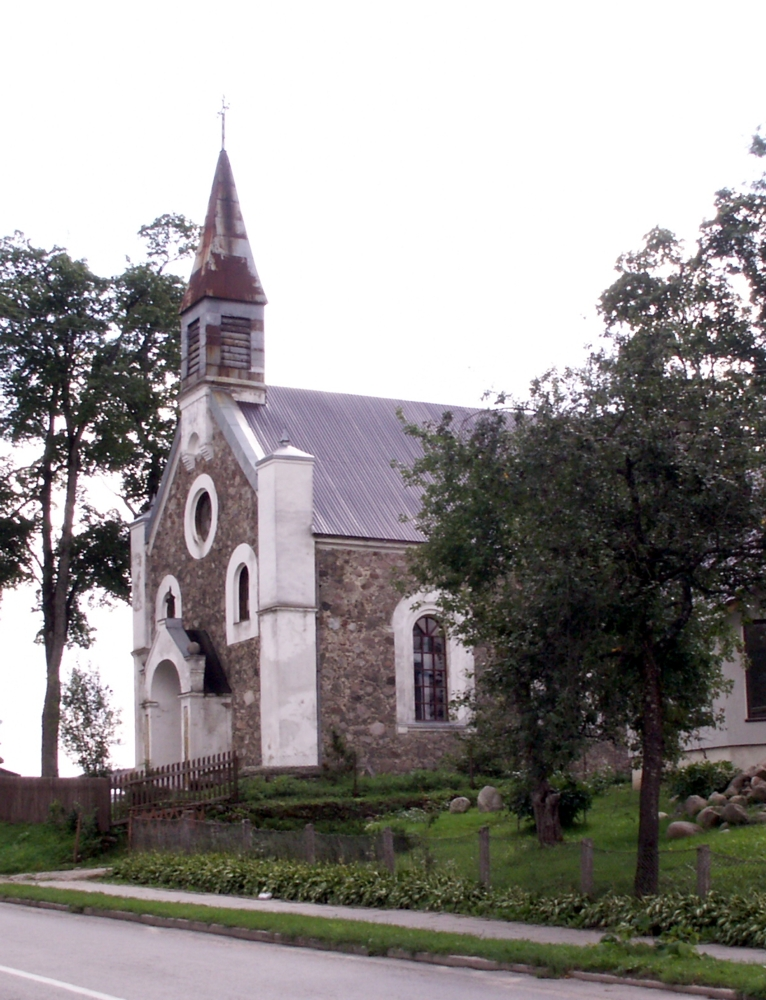
Kerk